# Stadtschloss (Potsdam)
Lo Stadtschloss (letteralmente “castello cittadino”) è uno storico edificio della città tedesca di Potsdam, sito sulla centralissima piazza dell'Alter Markt; abbattuto in seguito ai danni della seconda guerra mondiale, fu ricostruito ex novo dal 2005 al 2013.

## Storia
Il castello sorse intorno al 1200 in difesa dell'attraversamento del fiume Havel (l'esistenza di un ponte – la Lange Brücke – è testimoniata a partire dal 1317).
La prima ricostruzione in stile barocco è datata a partire dal 1662, su progetto degli architetti Johann Gregor Memhard e Jacob van Campens.
Nel 1740 Federico II salì al trono prussiano. Nei primi anni del suo regno visse in un'ala del Castello di Charlottenburg che il suo architetto preferito, Georg Wenzeslaus von Knobelsdorff, aveva fatto ricostruire. Nel 1743 decise di fare dello Stadtschloss di Potsdam uno dei suoi palazzi. Intorno al 1744, Federico decise di fare del palazzo estivo di Sanssouci a Potsdam la sua residenza permanente. Una volta rinnovata la facciata, trovò il palazzo poco armonioso e incaricò Knobelsdorff di riprogettare completamente l'intero complesso. I lavori iniziarono nel 1744 con la costruzione della scala principale nel cortile interno, l'aggiunta di un secondo piano al padiglione dell'ala, la costruzione di un teatro a due piani nell'ala est e la creazione di stanze per gli ospiti al posto della cappella nell'ala ovest. Seguirono la riprogettazione dei giardini del Lustgarten e la costruzione di un colonnato rinascimentale, il Ringerkolonnade, e infine la ricostruzione della facciata. Questi lavori coincisero con la Seconda guerra di Slesia. Federico II, vittorioso, si accinse a implementare i propri concetti architettonici nei suoi castelli. Knobelsdorff, debitamente accompagnato dal monarca, completò i lavori nel 1754. Come il castello di Berlino e, più tardi, il Neues Palais, gli stranieri potevano visitare il castello di Potsdam in assenza del monarca, sotto la guida di un ciambellano.
Il successore di Federico dal 1786, Federico Guglielmo II, non era soddisfatto di questo castello. Ben presto diede ai figli Federico Guglielmo e Ludovico Carlo i suoi appartamenti nell'angolo nord-ovest del castello e si trasferì nel palazzo di marmo, progettato secondo i suoi gusti, nel cuore del Giardino Nuovo. Anche dopo il matrimonio con la principessa Luisa di Meclemburgo-Strelitz, il principe ereditario mantenne il castello, che ampliò con numerose aggiunte dopo essere diventato re nel 1799 come Federico Guglielmo III. Fino alla morte di Luisa, nel 1810, la coppia reale visse tra le pareti divisorie color pastello, punteggiate da piccole nicchie in cui erano state sistemate altrettante stufe.
Anche il figlio e successore Federico Guglielmo IV trascorse l'intero regno, dal 1840 al 1861, nel castello. I suoi progetti di ristrutturazione del castello, che riguardavano soprattutto la facciata sul Lustgarten, non furono mai realizzati a causa della sua morte prematura.
I suoi successori utilizzarono il palazzo solo per i ricevimenti diplomatici: il palazzo estivo dell'imperatore Guglielmo I era il Castello di Babelsberg, mentre l'imperatore Guglielmo II viveva nel Neuer Palais. 
Lo Stadtschloss fu finalmente aperto al pubblico intorno al 1900, con un biglietto d'ingresso di 10 pfennig. Per rispetto a Federico II e alla regina Luisa, alcune stanze e sale cerimoniali sono state conservate con i loro mobili del XVIII secolo.
Durante la seconda guerra mondiale l'edificio fu semidistrutto dai bombardamenti, e rimase in rovina fino al 1959-60, quando fu abbattuto nonostante le proteste della cittadinanza. Alcuni frammenti delle decorazioni architettoniche furono salvati e trasferiti in altri luoghi.

### Ricostruzione
Dal 1999 al 2001, su iniziativa di un gruppo di investitori privati, venne ricostruito il Fortuna-Portal, il portale monumentale che dava accesso alla corte interna; nel 2005 venne approvata la ricostruzione dell'intero edificio, completata nel 2013, per ospitarvi la dieta regionale (Landtag) del Brandeburgo.

## Galleria d'immagini

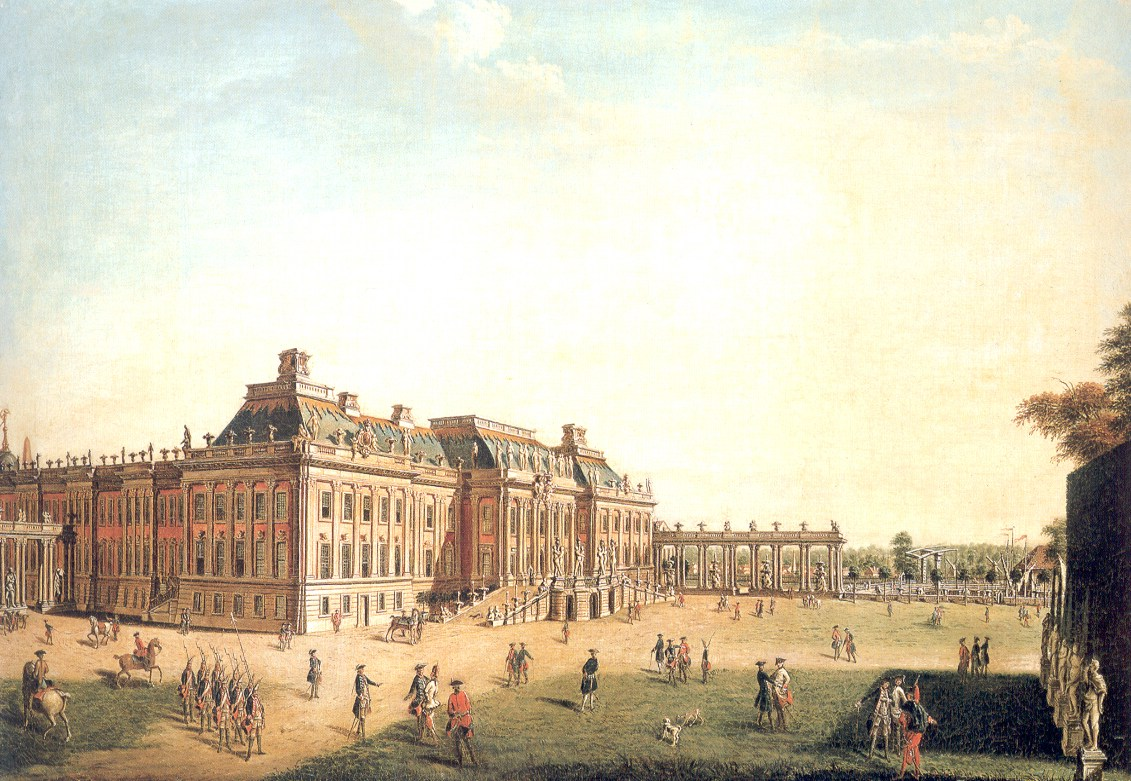
Lo Stadtschloss nel 1773
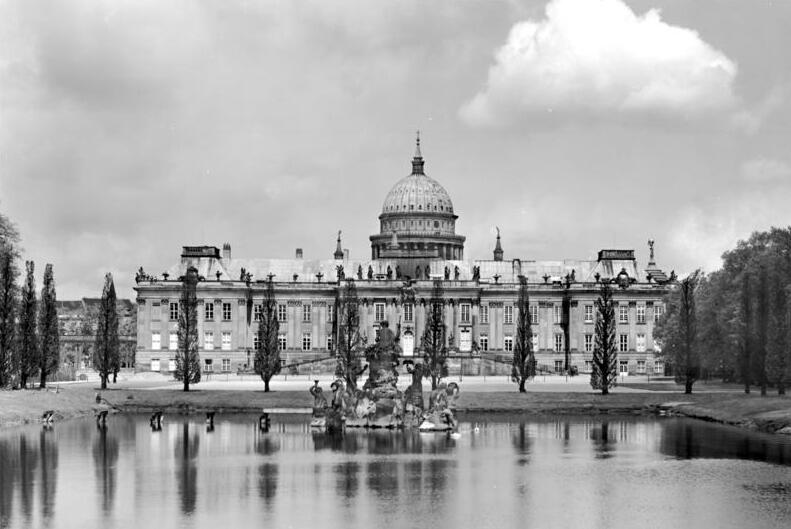
Lo Stadtschloss nel1928
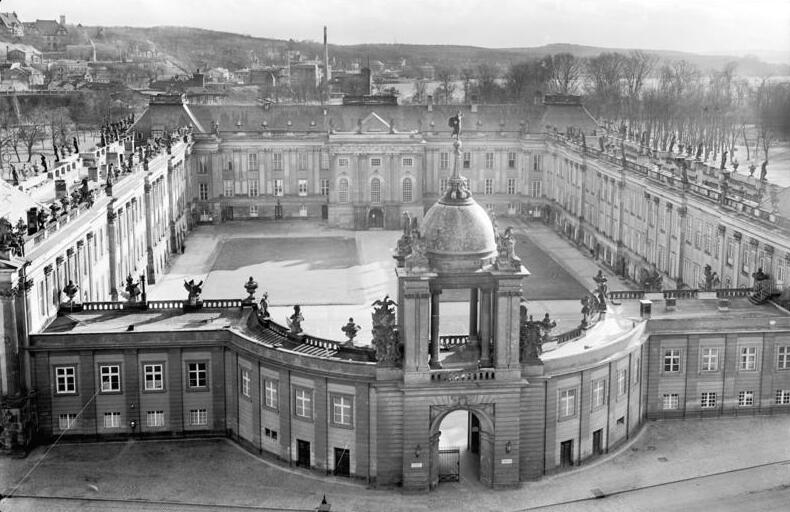
Il palazzo prima della distruzione
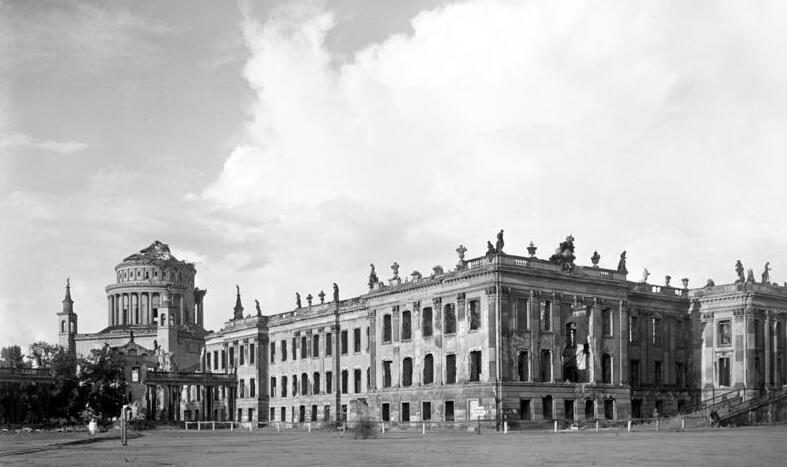
Le rovine dopo la seconda guerra mondiale
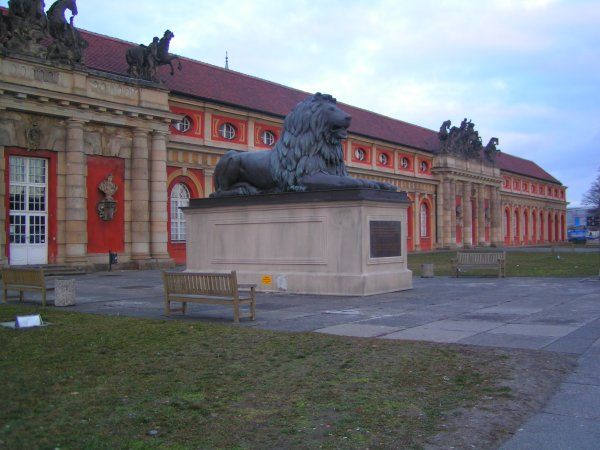
Le restanti scuderie nel 2005
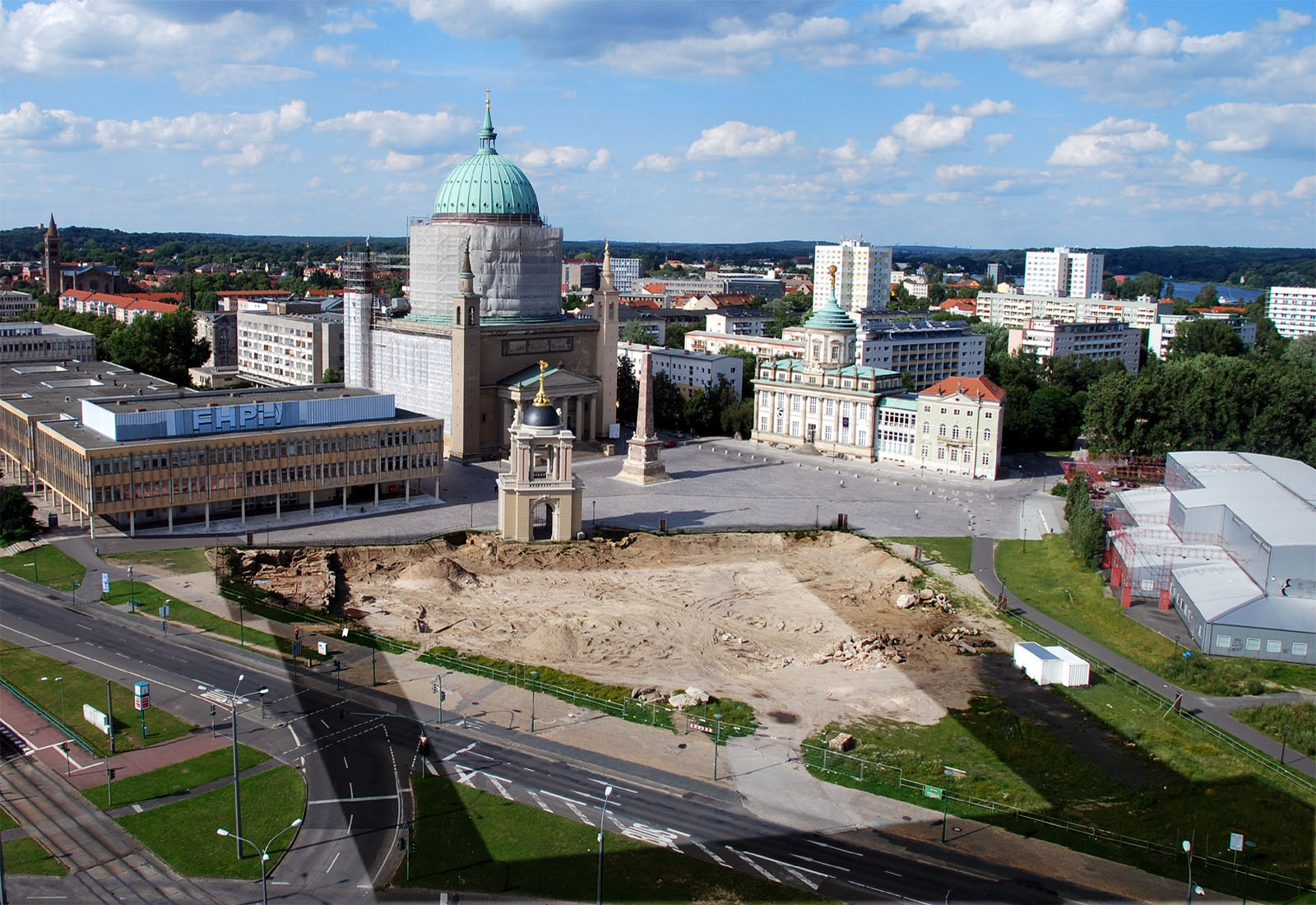
Veduta della piazza di Altmark nel 2007
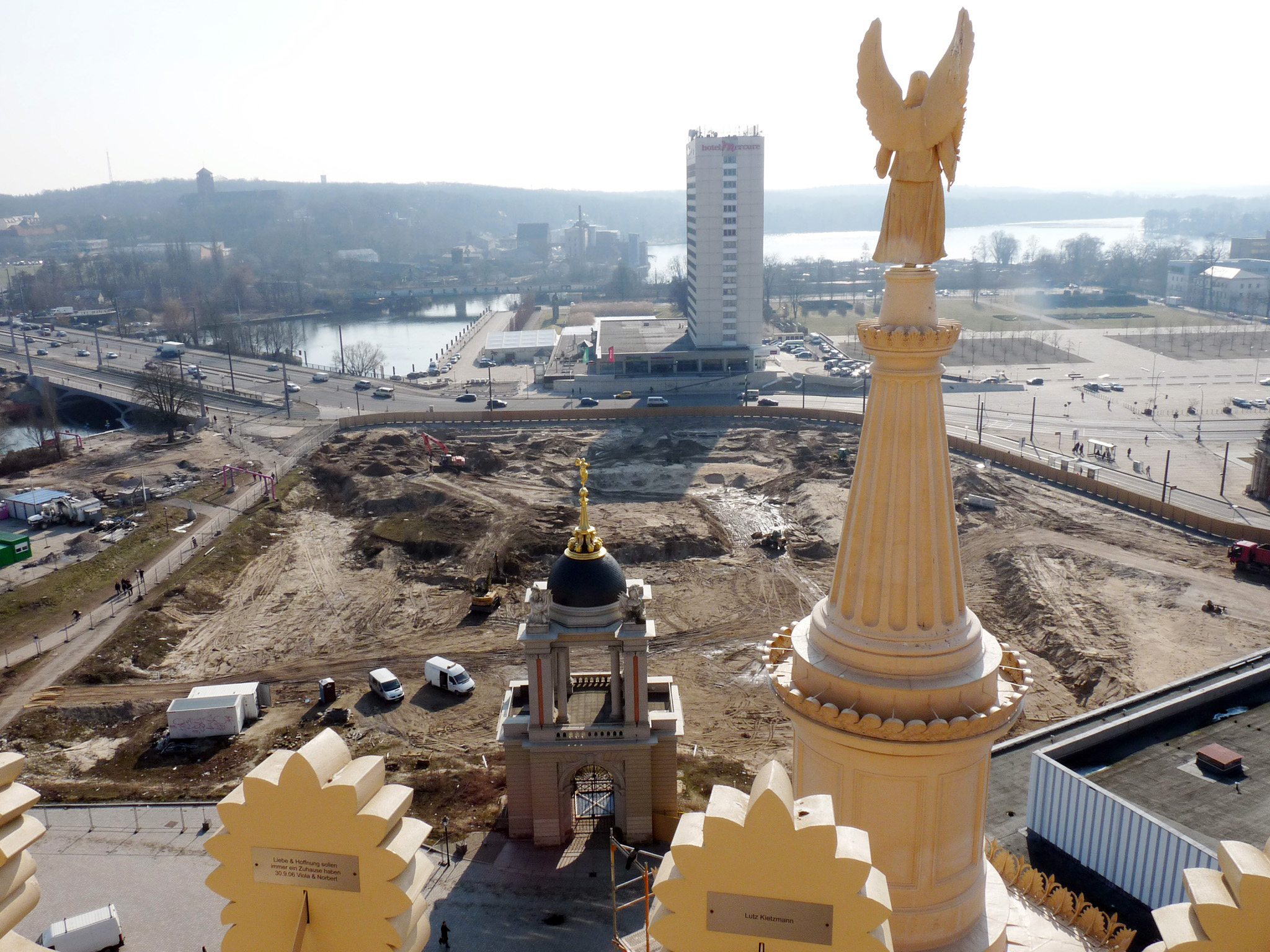
Il sito in costruzione nel 2010
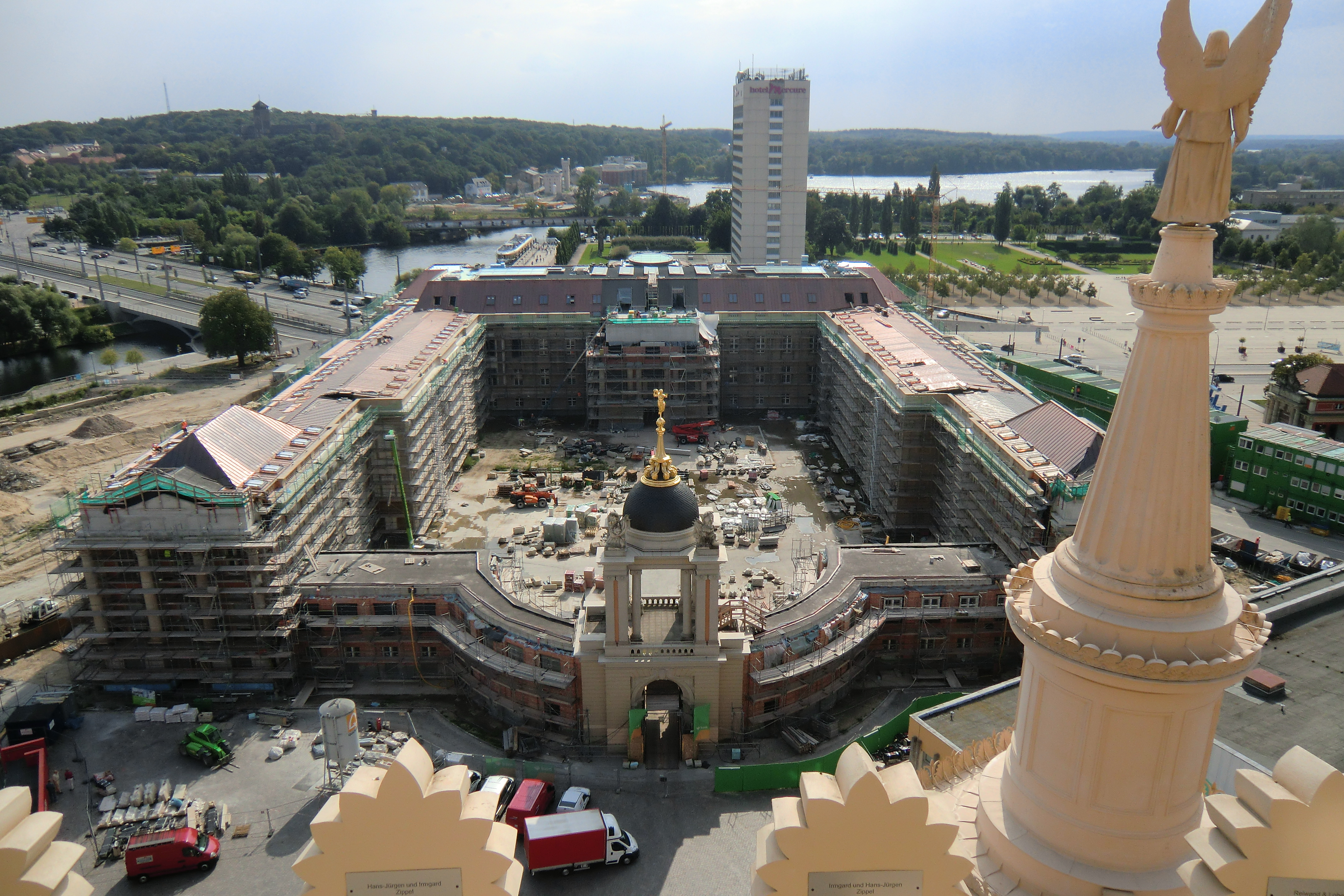
Il sito in costruzione nel 2012
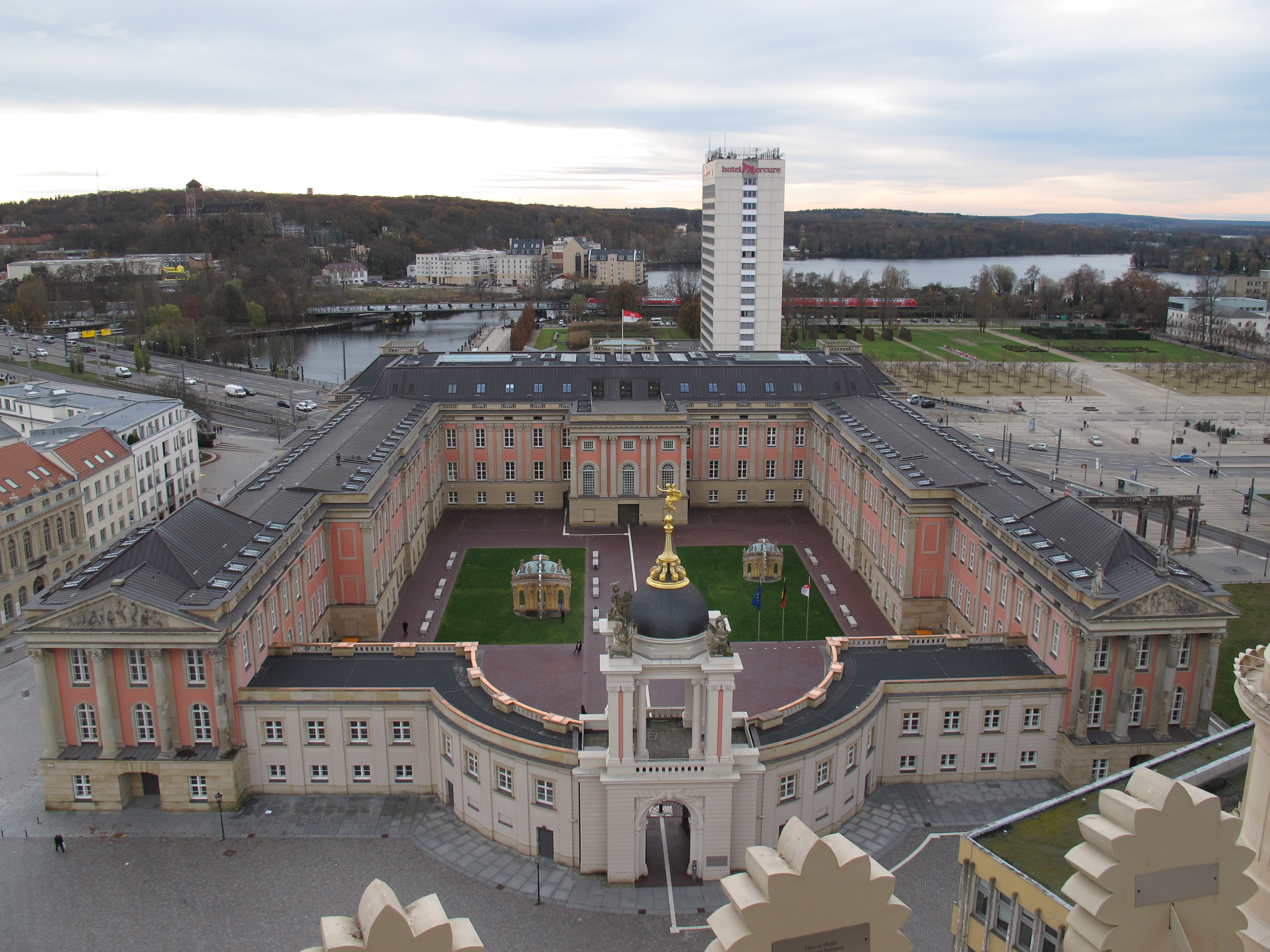
Il palazzo ricostruito nel 2016